# Yirrkala
Yirrkala – miasto w Australii, w Terytorium Północnym.